# صد و یک سگ خالدار (فیلم)
صد و یک سگ خالدار (به انگلیسی: One Hundred and One Dalmatians) یک پویانمایی آمریکایی به تهیه‌کنندگی والت دیزنی محصول سال ۱۹۶۱ است. این فیلم بر اساس رمان صد و یک سگ خالدار نوشته دودی اسمیت ساخته شده‌است.

## خلاصه داستان
این فیلم که هفدهمین انیمیشن بلند دیزنی است در مورد یک دسته سگ خالدار نوزاد است که توسط شخصیتی بدذات به نام کروئلا دویل (بتی لو جرسون) ربوده می‌شوند که قصد دارد از پوست آن‌ها پالتو درست کند. پدر و مادر سگ‌ها پانگو و پردیتا (به ترتیب راد تیلور و کیت باور) برای نجات آن‌ها دست به کار می‌شوند و در طول ماجرا هشتاد و چهار توله دیگر که از فروشگاه‌های حیوانات خانگی خریداری شده‌اند را نیز نجات می‌دهند و در مجموع تعدادشان به صد و یکی می‌رسد.